# Quatrième circonscription de la Dordogne
La quatrième circonscription de la Dordogne couvre principalement la région du Périgord noir.

## Histoire
Sous la Cinquième République, de 1958 à 1986, la 4e circonscription de la Dordogne a d'abord été composée des cantons de Belvès, Le Bugue, Carlux, Domme, Hautefort, Montignac, Saint-Cyprien, Saint-Alvère, Salignac, Sarlat-la-Canéda, Savignac-les-Églises, Terrasson, Thenon, Vergt et Villefranche-du-Périgord.
Après le nouveau découpage effectué en 1986 et applicable aux élections de 1988, le canton de Savignac-les-Églises en est retranché pour être affecté à la 3e circonscription.

## Description géographique et démographique

### De 1958 à 1986
La quatrième circonscription de la Dordogne était composée de quinze cantons  :
- canton de Belvès ;
- canton du Bugue ;
- canton de Carlux ;
- canton de Domme ;
- canton de Hautefort ;
- canton de Montignac ;
- canton de Saint-Alvère ;
- canton de Saint-Cyprien ;
- canton de Salignac ;
- canton de Sarlat ;
- canton de Savignac-les-Églises ;
- canton de Terrasson puis de Terrasson-la-Villedieu ;
- canton de Thenon ;
- canton de Vergt ;
- canton de Villefranche-du-Périgord.

### De 1988 à 2014
Également appelée circonscription du Sarladais et composée de quinze cantons, la 4e circonscription de la Dordogne regroupe, de 1986 à 2015, la totalité des cantons de l'arrondissement de Sarlat-la-Canéda auxquels s'ajoutent le canton de Sainte-Alvère (arrondissement de Bergerac) et quatre cantons de l'arrondissement de Périgueux : Hautefort, Saint-Pierre-de-Chignac, Thenon et Vergt :
- canton de Belvès ;
- canton du Bugue ;
- canton de Carlux ;
- canton de Domme ;
- canton de Hautefort ;
- canton de Montignac ;
- canton de Saint-Cyprien ;
- canton de Sainte-Alvère ;
- canton de Saint-Pierre-de-Chignac ;
- canton de Salignac-Eyvigues ;
- canton de Sarlat-la-Canéda ;
- canton de Terrasson-la-Villedieu puis de Terrasson-Lavilledieu ;
- canton de Thenon ;
- canton de Vergt ;
- canton de Villefranche-du-Périgord.

### Depuis 2015
Lors du redécoupage cantonal de 2014, applicable à compter des élections départementales de mars 2015, le nombre de cantons du département est divisé par deux. La circonscription se compose alors de quatre cantons entiers :
- canton de la Vallée Dordogne ;
- canton de la Vallée de l'Homme ;
- canton de Sarlat-la-Canéda ;
- canton de Terrasson-Lavilledieu ;

et de communes appartenant à cinq autres cantons :
- canton du Haut-Périgord Noir (toutes les communes sauf Sainte-Trie) ;
- canton du Périgord central (dix-huit communes + commune déléguée de Breuilh) ;
- canton d'Isle-Manoire (cinq communes + cinq communes déléguées de Bassillac, Blis-et-Born, Eyliac, Milhac-d'Auberoche et Saint-Antoine-d'Auberoche) ;
- canton d'Isle-Loue-Auvézère (Brouchaud + commune déléguée de La Boissière-d'Ans) ;
- canton de Lalinde (deux communes : Pezuls et Sainte-Foy-de-Longas).

## Liste des députés de la circonscription
| Législature | Début de mandat | Fin de mandat   | Député                  | Parti politique | Observations |
| ----------- | --------------- | --------------- | ----------------------- | --------------- | --- |
| Ire         | 9 décembre 1958 | 9 octobre 1962  | Michel Diéras           | ED              | Mandat écourté à la suite d'une dissolution parlementaire décidée par Charles de Gaulle.                                                                                  |
| IIe         | 6 décembre 1962 | 2 avril 1967    | Robert Lacoste          | SFIO puis FGDS  | |
| IIIe        | 3 avril 1967    | 30 mai 1968     | Robert Lacoste          | SFIO puis FGDS  | Mandat écourté à la suite d'une dissolution parlementaire décidée par Charles de Gaulle.                                                                                  |
| IVe         | 11 juillet 1968 | 1er avril 1973  | Pierre Janot            | UDR             | |
| Ve          | 2 avril 1973    | 2 avril 1978    | Lucien Dutard           | PCF             | |
| VIe         | 3 avril 1978    | 22 mai 1981     | Lucien Dutard           | PCF             | Mandat écourté à la suite d'une dissolution parlementaire décidée par François Mitterrand.                                                                                |
| VIIe        | 2 juillet 1981  | 1er avril 1986  | Lucien Dutard           | PCF             | |
| IXe         | 23 juin 1988    | 28 juillet 1988 | Roland Dumas            | PS              | Paul Duvaleix remplace Roland Dumas, nommé au gouvernement en 1988. |
| IXe         | 29 juillet 1988 | 1er avril 1993  | Paul Duvaleix           | PS              | Paul Duvaleix remplace Roland Dumas, nommé au gouvernement en 1988. |
| Xe          | 2 avril 1993    | 18 juin 1995    | Jean-Jacques de Peretti | RPR             | Dominique Bousquet remplace Jean-Jacques de Peretti, nommé au gouvernement en 1995. Mandat écourté à la suite d'une dissolution parlementaire décidée par Jacques Chirac. |
| Xe          | 19 juin 1995    | 21 avril 1997   | Dominique Bousquet      | RPR             | Dominique Bousquet remplace Jean-Jacques de Peretti, nommé au gouvernement en 1995. Mandat écourté à la suite d'une dissolution parlementaire décidée par Jacques Chirac. |
| XIe         | 12 juin 1997    | 18 juin 2002    | Germinal Peiro          | PS              | Conseiller général, élu dans le canton de Domme Maire de Castelnaud-la-Chapelle                                                                                           |
| XIIe        | 19 juin 2002    | 19 juin 2007    | Germinal Peiro          | PS              | Conseiller général, élu dans le canton de Domme Maire de Castelnaud-la-Chapelle                                                                                           |
| XIIIe       | 20 juin 2007    | 19 juin 2012    | Germinal Peiro          | PS              | Conseiller général, élu dans le canton de Domme Maire de Castelnaud-la-Chapelle                                                                                           |
| XIVe        | 20 juin 2012    | 20 juin 2017    | Germinal Peiro          | PS              | Conseiller général, élu dans le canton de Domme Maire de Castelnaud-la-Chapelle                                                                                           |
| XVe         | 21 juin 2017    | 21 juin 2022    | Jacqueline Dubois       | LREM            | Ancienne directrice d'école à La Roque-Gageac |
| XVIe        | 22 juin 2022    | 9 juin 2024     | Sébastien Peytavie      | G·s-NUPES       | Psychologue à Sarlat-la-Canéda Mandat écourté à la suite d'une dissolution parlementaire décidée par Emmanuel Macron.                                                     |
| XVIIe       | 8 juillet 2024  | En cours        | Sébastien Peytavie      | G·s-NFP         | Psychologue à Sarlat-la-Canéda |

## Historique des résultats

### Élections de 1958
| Candidat       | Candidat          | Parti          | Premier tour | Premier tour | Second tour | Second tour |  |
| Candidat       | Candidat          | Parti          | Voix         | %            | Voix        | %           |  |
| -------------- | ----------------- | -------------- | ------------ | ------------ | ----------- | ----------- |  |
|                | Michel Diéras élu | Radsoc         | 20 698       | 41,70        | 27 652      | 51,47       |  |
|                | Robert Lacoste    | SFIO           | 18 041       | 36,35        | 19 016      | 35,4        |  |
|                | Roger Ranoux      | PCF            | 10 891       | 21,94        | 7 053       | 13,13       |  |
|                |                   |                |              |              |             |             |  |
| Inscrits       | Inscrits          | Inscrits       | 64 785       | 100,00       | 64 755      | 100,00      |  |
| Abstentions    | Abstentions       | Abstentions    | 13 339       | 20,59        | 10 290      | 15,89       |  |
| Votants        | Votants           | Votants        | 51 446       | 79,41        | 54 465      | 84,11       |  |
| Blancs et nuls | Blancs et nuls    | Blancs et nuls | 1 816        | 3,53         | 744         | 1,37        |  |
| Exprimés       | Exprimés          | Exprimés       | 49 630       | 96,47        | 53 721      | 98,63       |  |

Le suppléant de Michel Diéras était le Docteur Pierre Queyroi, conseiller général du canton de Hautefort, conseiller municipal de Cherveix-Cubas.

### Élections de 1962
| Candidat       | Candidat              | Parti          | Premier tour | Premier tour | Second tour | Second tour |  |
| Candidat       | Candidat              | Parti          | Voix         | %            | Voix        | %           |  |
| -------------- | --------------------- | -------------- | ------------ | ------------ | ----------- | ----------- |  |
|                | Robert Lacoste élu    | SFIO           | 18 865       | 40,84        | 23 954      | 50,48       |  |
|                | Roger Ranoux          | PCF            | 10 872       | 23,54        | 13 127      | 27,66       |  |
|                | Michel Diéras sortant | Radsoc         | 9 081        | 19,66        | 10 370      | 23,86       |  |
|                | Francis Bussonnais    | UNR-UDT        | 7 373        | 15,96        | Retrait     | Retrait     |  |
|                |                       |                |              |              |             |             |  |
| Inscrits       | Inscrits              | Inscrits       | 63 948       | 100,00       | 63 940      | 100,00      |  |
| Abstentions    | Abstentions           | Abstentions    | 16 305       | 25,5         | 14 976      | 23,42       |  |
| Votants        | Votants               | Votants        | 47 643       | 74,5         | 48 964      | 76,58       |  |
| Blancs et nuls | Blancs et nuls        | Blancs et nuls | 1 452        | 3,05         | 1 513       | 3,09        |  |
| Exprimés       | Exprimés              | Exprimés       | 46 191       | 96,95        | 47 451      | 96,91       |  |

Le suppléant de Robert Lacoste était Jean Rouby, industriel, conseiller général du canton de Terrasson, maire de Terrasson.

### Élections de 1967
| Candidat       | Candidat                     | Parti          | Premier tour | Premier tour | Second tour | Second tour |  |
| Candidat       | Candidat                     | Parti          | Voix         | %            | Voix        | %           |  |
| -------------- | ---------------------------- | -------------- | ------------ | ------------ | ----------- | ----------- |  |
|                | Robert Lacoste sortant réélu | FGDS (SFIO)    | 19 652       | 39,01        | 30 800      | 62,43       |  |
|                | Pierre Janot                 | UD-Ve          | 14 645       | 29,07        | 18 537      | 37,57       |  |
|                | Roger Ranoux                 | PCF            | 13 308       | 26,42        | Retrait     | Retrait     |  |
|                | Paul Rougé                   | CD (PDM)       | 2 767        | 5,49         |             |             |  |
|                |                              |                |              |              |             |             |  |
| Inscrits       | Inscrits                     | Inscrits       | 62 356       | 100,00       | 62 349      | 100,00      |  |
| Abstentions    | Abstentions                  | Abstentions    | 10 794       | 17,31        | 10 946      | 17,56       |  |
| Votants        | Votants                      | Votants        | 51 562       | 82,69        | 51 403      | 82,44       |  |
| Blancs et nuls | Blancs et nuls               | Blancs et nuls | 1 190        | 2,31         | 2 066       | 4,02        |  |
| Exprimés       | Exprimés                     | Exprimés       | 50 372       | 97,69        | 49 337      | 95,98       |  |

Le suppléant de Robert Lacoste était Jean Rouby.

### Élections de 1968
| Candidat       | Candidat               | Parti          | Premier tour | Premier tour | Second tour | Second tour |  |
| Candidat       | Candidat               | Parti          | Voix         | %            | Voix        | %           |  |
| -------------- | ---------------------- | -------------- | ------------ | ------------ | ----------- | ----------- |  |
|                | Pierre Janot élu       | UDR (URP)      | 20 581       | 41,30        | 25 214      | 50,62       |  |
|                | Robert Lacoste sortant | FGDS (SFIO)    | 16 390       | 32,89        | 24 599      | 49,38       |  |
|                | Roger Ranoux           | PCF            | 11 219       | 22,52        | Retrait     | Retrait     |  |
|                | Jean Vilatte           | PSU            | 1 641        | 3,29         |             |             |  |
|                |                        |                |              |              |             |             |  |
| Inscrits       | Inscrits               | Inscrits       | 62 219       | 100,00       | 62 090      | 100,00      |  |
| Abstentions    | Abstentions            | Abstentions    | 11 265       | 18,11        | 10 879      | 17,52       |  |
| Votants        | Votants                | Votants        | 50 954       | 81,89        | 51 211      | 82,48       |  |
| Blancs et nuls | Blancs et nuls         | Blancs et nuls | 1 123        | 2,2          | 1 398       | 2,73        |  |
| Exprimés       | Exprimés               | Exprimés       | 49 831       | 97,8         | 49 813      | 97,27       |  |

Le suppléant de Pierre Janot était Jacques Absil, docteur vétérinaire à Terrasson.

### Élections de 1973
| Candidat       | Candidat             | Parti          | Premier tour | Premier tour | Second tour | Second tour |  |
| Candidat       | Candidat             | Parti          | Voix         | %            | Voix        | %           |  |
| -------------- | -------------------- | -------------- | ------------ | ------------ | ----------- | ----------- |  |
|                | Pierre Janot sortant | UDR (URP)      | 18 722       | 35,73        | 26 104      | 48,67       |  |
|                | Lucien Dutard élu    | PCF            | 13 744       | 26,23        | 27 527      | 51,32       |  |
|                | Gérard Jaquet        | PS (UGSD)      | 12 757       | 24,34        | Retrait     | Retrait     |  |
|                | Claude Labalue       | Rad (MR)       | 5 655        | 10,79        |             |             |  |
|                | Jean Vilatte         | PSU            | 1 516        | 2,89         |             |             |  |
|                |                      |                |              |              |             |             |  |
| Inscrits       | Inscrits             | Inscrits       | 64 053       | 100,00       | 64 051      | 100,00      |  |
| Abstentions    | Abstentions          | Abstentions    | 10 343       | 16,15        | 8 460       | 13,21       |  |
| Votants        | Votants              | Votants        | 53 710       | 83,85        | 55 591      | 86,79       |  |
| Blancs et nuls | Blancs et nuls       | Blancs et nuls | 1 316        | 2,45         | 1 960       | 3,53        |  |
| Exprimés       | Exprimés             | Exprimés       | 52 394       | 97,55        | 53 631      | 96,47       |  |

Le suppléant de Lucien Dutard était Louis Delmon, professeur à Sarlat.

### Élections de 1978
Les élections législatives françaises de 1978 ont lieu les dimanches 12 et 19 mars 1978.
| Candidat       | Candidat                    | Parti          | Premier tour | Premier tour | Second tour | Second tour |  |
| Candidat       | Candidat                    | Parti          | Voix         | %            | Voix        | %           |  |
| -------------- | --------------------------- | -------------- | ------------ | ------------ | ----------- | ----------- |  |
|                | Pierre Janot                | RPR            | 23 528       | 39,39        | 28 960      | 47,34       |  |
|                | Lucien Dutard sortant réélu | PCF            | 19 138       | 32,04        | 32 218      | 52,66       |  |
|                | Pierre Merlhiot             | PS             | 14 193       | 23,76        | Retrait     | Retrait     |  |
|                | Jean Pradines               | Divers droite  | 980          | 1,64         |             |             |  |
|                | Isabelle Bourleyre          | PSU (FA)       | 845          | 1,41         |             |             |  |
|                | Jean-François Mas           | LO             | 842          | 1,40         |             |             |  |
|                | Marcel Terrusse             | Divers droite  | 210          | 0,35         |             |             |  |
|                |                             |                |              |              |             |             |  |
| Inscrits       | Inscrits                    | Inscrits       | 69 480       | 100,00       | 70 315      | 100,00      |  |
| Abstentions    | Abstentions                 | Abstentions    | 8 470        | 12,19        | 7 428       | 10,56       |  |
| Votants        | Votants                     | Votants        | 61 010       | 87,81        | 62 887      | 89,44       |  |
| Blancs et nuls | Blancs et nuls              | Blancs et nuls | 1 274        | 2,09         | 1 709       | 2,72        |  |
| Exprimés       | Exprimés                    | Exprimés       | 59 736       | 97,91        | 61 178      | 97,28       |  |

Le suppléant de Lucien Dutard était Louis Delmon.

### Élections de 1981
| Candidat       | Candidat                    | Parti          | Premier tour | Premier tour | Second tour | Second tour |  |
| Candidat       | Candidat                    | Parti          | Voix         | %            | Voix        | %           |  |
| -------------- | --------------------------- | -------------- | ------------ | ------------ | ----------- | ----------- |  |
|                | Jean-Jacques de Peretti     | RPR (UNM)      | 18 606       | 34,20        | 24 137      | 42,56       |  |
|                | Lucien Dutard sortant réélu | PCF            | 17 917       | 32,93        | 32 582      | 57,44       |  |
|                | René Magnanou               | PS             | 17 884       | 32,87        | Retrait     | Retrait     |  |
|                |                             |                |              |              |             |             |  |
| Inscrits       | Inscrits                    | Inscrits       | 71 665       | 100,00       | 71 653      | 100,00      |  |
| Abstentions    | Abstentions                 | Abstentions    | 16 463       | 22,97        | 12 985      | 18,12       |  |
| Votants        | Votants                     | Votants        | 55 202       | 77,03        | 58 668      | 81,88       |  |
| Blancs et nuls | Blancs et nuls              | Blancs et nuls | 795          | 1,44         | 1 949       | 3,32        |  |
| Exprimés       | Exprimés                    | Exprimés       | 54 407       | 98,56        | 56 719      | 96,68       |  |

Le suppléant de Lucien Dutard était Louis Delmon.

### Élections de 1988
| Candidat       | Candidat                   | Parti          | Premier tour | Premier tour | Second tour | Second tour |  |
| Candidat       | Candidat                   | Parti          | Voix         | %            | Voix        | %           |  |
| -------------- | -------------------------- | -------------- | ------------ | ------------ | ----------- | ----------- |  |
|                | Roland Dumas sortant réélu | PS             | 21 414       | 36,79        | 34 497      | 55,30       |  |
|                | Jean-Jacques de Peretti    | RPR (URC)      | 21 354       | 36,69        | 27 884      | 44,69       |  |
|                | Louis Delmon               | PCF            | 12 432       | 21,36        | Retrait     | Retrait     |  |
|                | Jean Arloing               | FN             | 2 997        | 5,14         |             |             |  |
|                |                            |                |              |              |             |             |  |
| Inscrits       | Inscrits                   | Inscrits       | 79 510       | 100,00       | 79 569      | 100,00      |  |
| Abstentions    | Abstentions                | Abstentions    | 20 013       | 25,17        | 15 101      | 18,98       |  |
| Votants        | Votants                    | Votants        | 59 497       | 74,83        | 64 468      | 81,02       |  |
| Blancs et nuls | Blancs et nuls             | Blancs et nuls | 1 300        | 2,18         | 2 087       | 3,24        |  |
| Exprimés       | Exprimés                   | Exprimés       | 58 197       | 97,82        | 62 381      | 96,76       |  |

Le suppléant de Roland Dumas était Paul Duvaleix, Président de la Fédération nationale des planteurs de tabac, d'Auriac-du-Périgord.
Paul Duvaleix remplaça Roland Dumas, nommé membre du gouvernement, du 29 juillet 1988 au 1er avril 1993.

### Élections de 1993
Les élections législatives ont eu lieu les dimanches 21 et 28 mars 1993.
| Candidat                      | Candidat                           | Parti          | Premier tour | Premier tour | Second tour | Second tour |  |
| Candidat                      | Candidat                           | Parti          | Voix         | %            | Voix        | %           |  |
| ----------------------------- | ---------------------------------- | -------------- | ------------ | ------------ | ----------- | ----------- |  |
|                               | Jean-Jacques de Peretti élu        | RPR (UPF)      | 24 879       | 43,32        | 33 033      | 55,01       |  |
|                               | Roland Dumas sortant               | PS (ADFP)      | 12 956       | 22,56        | 27 014      | 44,99       |  |
|                               | Louis Delmon                       | PCF            | 9 901        | 17,24        |             |             |  |
|                               | Marie-Odile Dauriac                | GÉ (EÉ)        | 3 773        | 6,57         |             |             |  |
|                               | Gérard de Lesquen du Plessis-Casso | FN             | 3 561        | 6,20         |             |             |  |
|                               | Philippe Labroue                   | MRG            | 1 172        | 2,04         |             |             |  |
|                               | Didier Delezay                     | MDC            | 778          | 1,35         |             |             |  |
|                               | Lionel David                       | LT-LNÉ         | 400          | 0,69         |             |             |  |
|                               |                                    |                |              |              |             |             |  |
| Inscrits                      | Inscrits                           | Inscrits       | 80 368       | 100,00       | 80 348      | 100,00      |  |
| Abstentions                   | Abstentions                        | Abstentions    | 19 164       | 23,85        | 15 825      | 19,7        |  |
| Votants                       | Votants                            | Votants        | 61 204       | 76,15        | 64 523      | 80,3        |  |
| Blancs et nuls                | Blancs et nuls                     | Blancs et nuls | 3 784        | 6,18         | 4 476       | 6,94        |  |
| Exprimés                      | Exprimés                           | Exprimés       | 57 420       | 93,82        | 60 047      | 93,06       |  |
| Source : Data.gouv et CEVIPOF |                                    |                |              |              |             |             |  |

Le suppléant de Jean-Jacques de Peretti était Dominique Bousquet, Vice-Président du Conseil général, maire de Thenon.
Dominique Bousquet remplaça Jean-Jacques de Peretti,nommé membre du gouvernement, du 19 juin 1995 au 21 avril 1997.

### Élections de 1997
| Candidat       | Candidat                           | Parti          | Premier tour | Premier tour | Second tour | Second tour |  |
| Candidat       | Candidat                           | Parti          | Voix         | %            | Voix        | %           |  |
| -------------- | ---------------------------------- | -------------- | ------------ | ------------ | ----------- | ----------- |  |
|                | Jean-Jacques de Peretti sortant    | RPR            | 19 186       | 33,25        | 27 221      | 43,73       |  |
|                | Germinal Peiro élu                 | PS             | 16 914       | 29,31        | 35 031      | 56,27       |  |
|                | Jacques Auzou                      | PCF            | 11 953       | 20,72        | Retrait     | Retrait     |  |
|                | Gérard de Lesquen du Plessis-Casso | FN             | 4 736        | 8,21         |             |             |  |
|                | Philippe d'Eaubonne                | GÉ             | 1 429        | 2,45         |             |             |  |
|                | Alain Armagnac                     | Les Verts      | 1 416        | 2,45         |             |             |  |
|                | Ludovic Garreau                    | LDI (MPF)      | 1 284        | 2,23         |             |             |  |
|                | Franck Desdemaines-Hugon           | MÉI            | 781          | 1,35         |             |             |  |
|                |                                    |                |              |              |             |             |  |
| Inscrits       | Inscrits                           | Inscrits       | 80 112       | 100,00       | 80 091      | 100,00      |  |
| Abstentions    | Abstentions                        | Abstentions    | 18 924       | 23,62        | 14 419      | 18          |  |
| Votants        | Votants                            | Votants        | 61 188       | 76,38        | 65 672      | 82          |  |
| Blancs et nuls | Blancs et nuls                     | Blancs et nuls | 3 489        | 5,7          | 3 420       | 5,21        |  |
| Exprimés       | Exprimés                           | Exprimés       | 57 699       | 94,3         | 62 252      | 94,79       |  |

Le suppléant de Germinal Peiro était Jean-Marie Queyroi, médecin, conseiller général du canton de Hautefort, maire de Cherveix-Cubas.

### Élections de 2002
| Candidat       | Candidat                     | Parti            | Premier tour | Premier tour | Second tour | Second tour |  |
| Candidat       | Candidat                     | Parti            | Voix         | %            | Voix        | %           |  |
| -------------- | ---------------------------- | ---------------- | ------------ | ------------ | ----------- | ----------- |  |
|                | Jean-Jacques de Peretti      | UMP              | 20 969       | 35,23        | 27 695      | 47,30       |  |
|                | Germinal Peiro sortant réélu | PS (PRG)         | 19 134       | 32,15        | 30 856      | 52,70       |  |
|                | Jacques Auzou                | PCF              | 7 029        | 11,81        |             |             |  |
|                | Emmanuelle Pujol             | FN               | 4 007        | 6,73         |             |             |  |
|                | Stéphane Laurent             | UDF              | 1 513        | 2,54         |             |             |  |
|                | Bernadette Darchen           | CPNT             | 1 221        | 2,05         |             |             |  |
|                | Élisabeth Patriat            | Les Verts        | 1 202        | 2,02         |             |             |  |
|                | Jean-Paul Valette            | LCR              | 1 182        | 1,99         |             |             |  |
|                | Aimable Roux                 | Extrême droite   | 829          | 1,39         |             |             |  |
|                | Romain Bondonneau            | Pôle républicain | 623          | 1,05         |             |             |  |
|                | Paul Grenier                 | MHAN             | 387          | 0,65         |             |             |  |
|                | Serge Mercier                | LO               | 417          | 0,70         |             |             |  |
|                | Patrick Laflaquière          | MNR              | 348          | 0,58         |             |             |  |
|                | Céline Blaineau              | MPF              | 250          | 0,42         |             |             |  |
|                | Michael Gibert               | ND               | 240          | 0,40         |             |             |  |
|                | Christian Alves              | PT               | 171          | 0,29         |             |             |  |
|                |                              |                  |              |              |             |             |  |
| Inscrits       | Inscrits                     | Inscrits         | 82 999       | 100,00       | 82 977      | 100,00      |  |
| Abstentions    | Abstentions                  | Abstentions      | 21 937       | 26,43        | 21 649      | 26,09       |  |
| Votants        | Votants                      | Votants          | 61 062       | 73,57        | 61 328      | 73,91       |  |
| Blancs et nuls | Blancs et nuls               | Blancs et nuls   | 1 540        | 2,52         | 2 777       | 4,53        |  |
| Exprimés       | Exprimés                     | Exprimés         | 59 522       | 97,48        | 58 551      | 95,47       |  |

Le suppléant de Germinal Peiro était Jean-Marie Queyroi.

### Élections de 2007
| Candidat       | Candidat                      | Parti          | Premier tour | Premier tour | Second tour | Second tour |  |
| Candidat       | Candidat                      | Parti          | Voix         | %            | Voix        | %           |  |
| -------------- | ----------------------------- | -------------- | ------------ | ------------ | ----------- | ----------- |  |
|                | Germinal Peiro sortant réélu  | PS             | 23 679       | 40,57        | 35 075      | 58,78       |  |
|                | Dominique Bousquet            | UMP            | 19 735       | 33,82        | 24 601      | 41,22       |  |
|                | Danièle Cazauvieilh           | UDF–MoDem      | 3 613        | 6,19         |             |             |  |
|                | Annick Le Goff                | PCF            | 2 666        | 4,57         |             |             |  |
|                | Emmanuelle Pujol              | FN             | 1 783        | 3,06         |             |             |  |
|                | Irène Leguay                  | LCR            | 1 430        | 2,45         |             |             |  |
|                | Frédéric Inizan               | Les Verts      | 1 420        | 2,43         |             |             |  |
|                | Stéphanie Micolon de Guérines | MPF            | 1 015        | 1,74         |             |             |  |
|                | Jean-Pierre Autofage          | CPNT           | 938          | 1,61         |             |             |  |
|                | Patrick Peyrat                | Divers droite  | 657          | 1,13         |             |             |  |
|                | Isabelle Ratabou              | MHAN           | 594          | 1,02         |             |             |  |
|                | Michel Chrétien               | Divers         | 479          | 0,82         |             |             |  |
|                | Serge Mercier                 | LO             | 352          | 0,60         |             |             |  |
|                |                               |                |              |              |             |             |  |
| Inscrits       | Inscrits                      | Inscrits       | 85 689       | 100,00       | 85 677      | 100,00      |  |
| Abstentions    | Abstentions                   | Abstentions    | 26 031       | 30,38        | 24 136      | 28,17       |  |
| Votants        | Votants                       | Votants        | 59 658       | 69,62        | 61 541      | 71,83       |  |
| Blancs et nuls | Blancs et nuls                | Blancs et nuls | 1 297        | 2,17         | 1 865       | 3,03        |  |
| Exprimés       | Exprimés                      | Exprimés       | 58 361       | 97,83        | 59 676      | 96,97       |  |

Le suppléant de Germinal Peiro était Jean-Marie Queyroi.

### Élections de 2012
|                | Germinal Peiro sortant réélu | PS                      | 28 617 | 51,26  |  |  |  |
|                | Nathalie Fontaliran          | UMP                     | 13 365 | 23,94  |  |  |  |
|                | Emmanuelle Pujol             | RBM (FN)                | 5 975  | 10,70  |  |  |  |
|                | Catherine Dupuy              | FG (PG) (Divers gauche) | 4 403  | 7,89   |  |  |  |
|                | Jean-Paul Quentin            | EÉLV                    | 1 319  | 2,36   |  |  |  |
|                | Emmanuelle Fresne            | LT-LNÉ                  | 589    | 1,06   |  |  |  |
|                | Edwige Gorisse               | NC                      | 470    | 0,84   |  |  |  |
|                | Michel Chrétien              | AÉI                     | 457    | 0,82   |  |  |  |
|                | Irène Leguay                 | NPA                     | 380    | 0,68   |  |  |  |
|                | Serge Mercier                | LO                      | 251    | 0,45   |  |  |  |
|                |                              |                         |        |        |  |  |  |
| Inscrits       | Inscrits                     | Inscrits                | 86 687 | 100,00 |  |  |  |
| Abstentions    | Abstentions                  | Abstentions             | 29 712 | 34,28  |  |  |  |
| Votants        | Votants                      | Votants                 | 56 975 | 65,72  |  |  |  |
| Blancs et nuls | Blancs et nuls               | Blancs et nuls          | 1 149  | 2,02   |  |  |  |
| Exprimés       | Exprimés                     | Exprimés                | 55 826 | 97,98  |  |  |  |

La suppléante de Germinal Peiro était Nathalie Manet-Carbonnière, technicienne en développement agricole, assistante parlementaire, conseillère régionale, maire de Valojoulx.

### Élections de 2017
Source : ministère de l'Intérieur
Les élections législatives françaises de 2017 ont lieu les dimanches 11 et 18 juin 2017.
Député sortant : Germinal Peiro (Parti socialiste).
|                                                                              |                                                                       |                           |                           |                          |                          |
|                                                                              |                                                                       | Premier tour 11 juin 2017 | Premier tour 11 juin 2017 | Second tour 18 juin 2017 | Second tour 18 juin 2017 |
|                                                                              |                                                                       |                           |                           |                          |                          |
|                                                                              |                                                                       | Nombre                    | % des inscrits            | Nombre                   | % des inscrits           |
| Inscrits                                                                     | Inscrits                                                              | 87 767                    | 100,00                    | 87 727                   | 100,00                   |
| Abstentions                                                                  | Abstentions                                                           | 37 994                    | 43,29                     | 43 488                   | 49,57                    |
| Votants                                                                      | Votants                                                               | 49 773                    | 56,71                     | 44 239                   | 50,43                    |
|                                                                              |                                                                       |                           | % des votants             |                          | % des votants            |
| Bulletins blancs                                                             | Bulletins blancs                                                      | 968                       | 1,94                      | 2 996                    | 6,77                     |
| Bulletins nuls                                                               | Bulletins nuls                                                        | 437                       | 0,88                      | 2 117                    | 4,79                     |
| Suffrages exprimés                                                           | Suffrages exprimés                                                    | 48 368                    | 97,18                     | 39 126                   | 88,44                    |
|                                                                              |                                                                       |                           |                           |                          |                          |
| Candidat Étiquette politique (partis et alliances)                           | Candidat Étiquette politique (partis et alliances)                    | Voix                      | % des exprimés            | Voix                     | % des exprimés           |
|                                                                              |                                                                       |                           |                           |                          |                          |
|                                                                              | Jacqueline Dubois La République en marche !                           | 14 955                    | 30,92                     | 21 990                   | 56,20                    |
|                                                                              | Émilie Chalard La France insoumise                                    | 6 388                     | 13,21                     | 17 136                   | 43,80                    |
|                                                                              | Jérôme Peyrat Les Républicains (Union des démocrates et indépendants) | 5 743                     | 11,87                     |                          |                          |
|                                                                              | Florence Joubert Front national                                       | 5 138                     | 10,62                     |                          |                          |
|                                                                              | Benjamin Delrieux Parti socialiste                                    | 5 104                     | 10,55                     |                          |                          |
|                                                                              | Jean-Jacques de Peretti Divers droite                                 | 3 342                     | 6,91                      |                          |                          |
|                                                                              | Nathalie Manet-Carbonnière Divers gauche (Parti socialiste diss.)     | 1 754                     | 3,63                      |                          |                          |
|                                                                              | Joëlle Montupet Parti communiste français                             | 1 605                     | 3,32                      |                          |                          |
|                                                                              | François Coq Europe Écologie Les Verts                                | 1 488                     | 3,08                      |                          |                          |
|                                                                              | Stéphane Roudier Régionaliste (Partit occitan)                        | 978                       | 2,02                      |                          |                          |
|                                                                              | Thomas Michel Divers gauche                                           | 937                       | 1,94                      |                          |                          |
|                                                                              | Cécile Faucher Divers (Union populaire républicaine)                  | 337                       | 0,70                      |                          |                          |
|                                                                              | Chrystelle Chambon Écologiste (Mouvement 100 %)                       | 246                       | 0,51                      |                          |                          |
|                                                                              | Nécati Yildirim Lutte ouvrière                                        | 185                       | 0,38                      |                          |                          |
|                                                                              | Marc Jutier Divers gauche (Fraternité citoyenne)                      | 108                       | 0,22                      |                          |                          |
|                                                                              | Jean-Michel Toulouse Divers gauche (Parti de la démondialisation)     | 60                        | 0,12                      |                          |                          |
|                                                                              | Edwige Gorisse Union des démocrates et indépendants                   | 0                         | 0,00                      |                          |                          |
| Source : Ministère de l'Intérieur - Quatrième circonscription de la Dordogne |                                                                       |                           |                           |                          |                          |

Le suppléant de Jacqueline Dubois était Daniel Reynet, commerçant-artisan retraité, maire de Saint-Pierre-de-Chignac.

### Élections de 2022
| Résultats des élections législatives des 12 et 19 juin 2022 de la 4e circonscription de Dordogne |                          |                          |                          |              |              |             |             |
| Candidat                                                                                         | Candidat                 | Parti et coalition       | Nuance                   | Premier tour | Premier tour | Second tour | Second tour |
| Candidat                                                                                         | Candidat                 | Parti et coalition       | Nuance                   | Voix         | %            | Voix        | %           |
|                                                                                                  | Sébastien Peytavie,      | G.s (NUPES)              | NUP                      | 12 787       | 26,08        | 24 263      | 55,52       |
|                                                                                                  | Jacqueline Dubois,       | AC (ÉMP)                 | DVC                      | 9 958        | 20,31        | 19 442      | 44,48       |
|                                                                                                  | Ludivine Le Berre        | RN                       | RN                       | 8 624        | 17,59        |             |             |
|                                                                                                  | Christian Teillac        | PS diss.                 | DVG                      | 6 671        | 13,61        |             |             |
|                                                                                                  | Basile Fanier            | LR                       | LR                       | 6 102        | 12,45        |             |             |
|                                                                                                  | Anne-Laure Maleyre       | REC                      | REC                      | 1 511        | 3,08         |             |             |
|                                                                                                  | Stéphane Roudier         | SE (R&PS)                | REG                      | 1 254        | 2,56         |             |             |
|                                                                                                  | Frédérique Rouyard       | LP                       | DSV                      | 732          | 1,49         |             |             |
|                                                                                                  | Laurence Trapy-Joinel    | PA                       | ECO                      | 725          | 1,48         |             |             |
|                                                                                                  | Nécati Yildirim          | LO                       | DXG                      | 367          | 0,75         |             |             |
|                                                                                                  | Éric Garnier             | SE                       | DVG                      | 290          | 0,59         |             |             |
| Votes valides                                                                                    | Votes valides            | Votes valides            | Votes valides            | 49 021       | 97,22        | 43 678      | 89,08       |
| Votes blancs                                                                                     | Votes blancs             | Votes blancs             | Votes blancs             | 839          | 1,66         | 3 231       | 6,59        |
| Votes nuls                                                                                       | Votes nuls               | Votes nuls               | Votes nuls               | 564          | 1,12         | 2 126       | 4,34        |
| Total                                                                                            | Total                    | Total                    | Total                    | 50 424       | 100          | 49 035      | 100         |
| Abstention                                                                                       | Abstention               | Abstention               | Abstention               | 39 369       | 43,84        | 40 758      | 45,39       |
| Inscrits / participation                                                                         | Inscrits / participation | Inscrits / participation | Inscrits / participation | 89 793       | 56,16        | 89 793      | 54,61       |

La suppléante de Sébastien Peytavie était Émilie Chalard, LFI, graphiste à Condat-sur-Vézère.

### Élections de 2024
| Candidat                 | Candidat                    | Parti et coalition       | Nuance                   | Premier tour | Premier tour | Second tour | Second tour |
| Candidat                 | Candidat                    | Parti et coalition       | Nuance                   | Voix         | %            | Voix        | %           |
| ------------------------ | --------------------------- | ------------------------ | ------------------------ | ------------ | ------------ | ----------- | ----------- |
|                          | Dominique-Louise Marchaudon | RN                       | RN                       | 22 767       | 36,01        | 27 184      | 45,36       |
|                          | Sébastien Peytavie          | G.s (NFP)                | UG                       | 21 801       | 34,49        | 32 750      | 54,64       |
|                          | Jérôme Peyrat               | RE diss.                 | DVC                      | 10 521       | 16,64        |             |             |
|                          | Anne-Catherine Balland      | LR                       | LR                       | 4 836        | 7,65         |             |             |
|                          | François Tourné             | RE (ENS)                 | ENS                      | 1 904        | 3,01         |             |             |
|                          | Nathalie Ballerand          | REC                      | REC                      | 730          | 1,15         |             |             |
|                          | Christophe Green-Madeo      | LO                       | EXG                      | 657          | 1,04         |             |             |
|                          |                             |                          |                          |              |              |             |             |
| Votes valides            | Votes valides               | Votes valides            | Votes valides            | 63 216       | 96,12        | 59 934      | 90,66       |
| Votes blancs             | Votes blancs                | Votes blancs             | Votes blancs             | 1 483        | 2,25         | 4 215       | 6,38        |
| Votes nuls               | Votes nuls                  | Votes nuls               | Votes nuls               | 1 071        | 1,63         | 1 960       | 2,96        |
| Total                    | Total                       | Total                    | Total                    | 65 770       | 100          | 66 109      | 100         |
| Abstention               | Abstention                  | Abstention               | Abstention               | 24 171       | 26,87        | 23 842      | 26,51       |
| Inscrits / participation | Inscrits / participation    | Inscrits / participation | Inscrits / participation | 89 941       | 73,13        | 89 951      | 73,49       |

La suppléante de Sébastien Peytavie est Edith Loubiat, enseignante, de La Douze.